# Hygrofyt

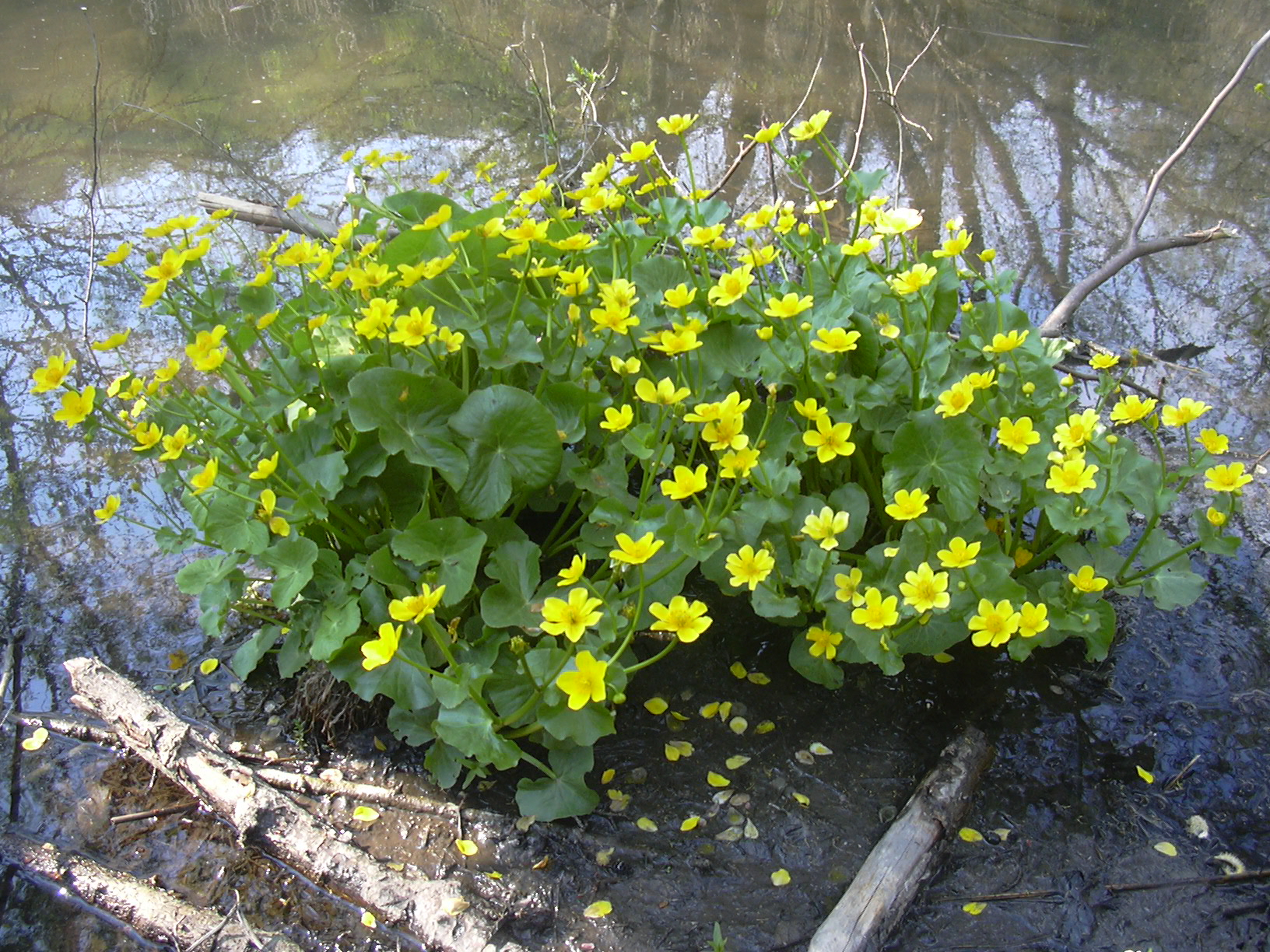
gewone dotterbloem

Een hygrofyt (Oudgrieks: ὑγρός, hugros = vocht en φυτόν, phuton = plant) is een plant die door zijn fysiologie en morfologie aangepast is aan drasland.
Hygrofyten hebben vaak grote bladeren met uitgesproken huidmondjes. Door deze huidmondjes kunnen deze planten de transpiratie optimaal regelen. Ook hebben de bladeren van hygrofyten een dunne epidermis vaak bezet met haren, waardoor het oppervlak wordt vergroot. Het blad heeft grote intercellulaire ruimten en een dunne cuticula.
Sommige hydrofyte plantensoorten hebben waterporiën, hydathoden genoemd, waardoor als de lucht verzadigd is met waterdamp het toch mogelijk is water uit te scheiden, maar dan in druppelvorm (guttatie).
Een voorbeeld van een hygrofyt is de gewone dotterbloem.